# Silicon Valley Bank
Silicon Valley Bank (SVB) era un banc comercial amb seu a Santa Clara, Califòrnia. SVB era el 16è banc més gran dels Estats Units en el moment de la seva fallida el 10 de març de 2023, i era el banc més gran de dipòsits a Silicon Valley. Era una filial del holding bancari SVB Financial Group. Com a banc de caràcter estatal, estava regulat pel Departament de Protecció i Innovació Financera de Califòrnia (DFPI) i era membre del Sistema de la Reserva Federal. El banc operava des d'oficines de 13 països i regions.

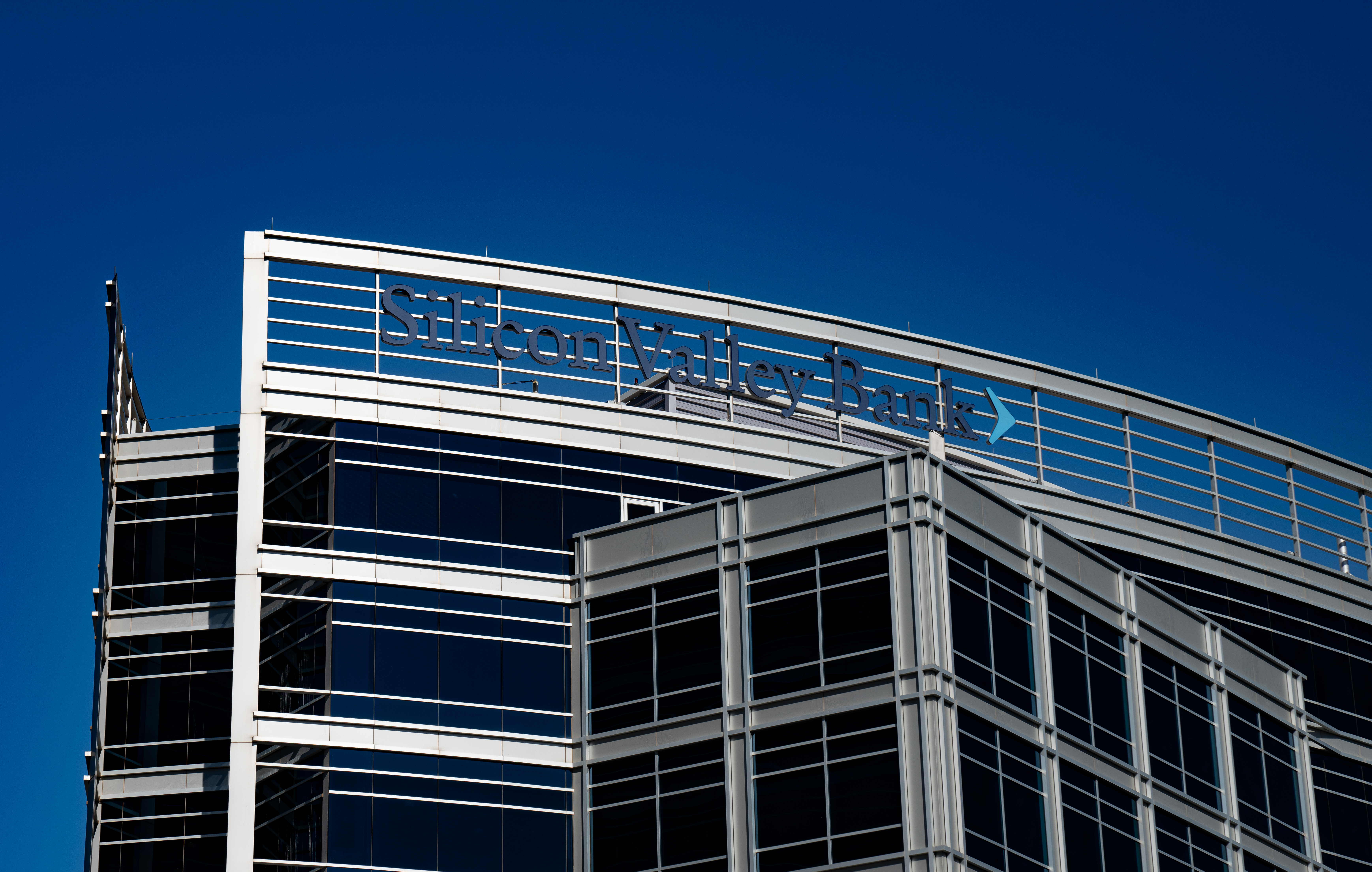
Silicon Valley Bank a Tempe, Arizona

El 10 de març de 2023, va fer fallida després d'una execució bancària dels seus dipòsits. El DFPI va revocar la seva carta i va transferir el negoci a la gestió judicial sota la Federal Deposit Insurance Corporation (FDIC) en la segona fallida bancària més gran de la història dels EUA. Els seus dipòsits assegurats es van traslladar a un nou banc creat per la FDIC, anomenat Deposit Insurance National Bank of Santa Clara, que operava des de les antigues oficines de SVB. Les presentacions reguladores de desembre de 2022 estimaven que més del 85% dels dipòsits no estaven assegurats, i la FDIC va dir que començaria a cobrir aquests dipòsits amb dividends especials en uns dies a mesura que es liquidessin els actius de SVB. El 12 de març de 2023, una declaració conjunta de la secretària del Tresor, Janet L. Yellen, el president de la Reserva Federal , Jerome H. Powell, i el president de la FDIC , Martin J. Gruenberg, van dir que tots els dipositants de SVB estarien totalment protegits i tindrien accés a tots els seus diners a partir del dilluns següent, 13 de març.